# Лучки (Михаловце)
Лучки (слч. Lúčky) насељено је мјесто са административним статусом сеоске општине (слч. obec) у округу Михаловце, у Кошичком крају, Словачка Република.

## Становништво
| Година:    | 1994. | 2004.   | 2014.    | 2024.   |
| ---------- | ----- | ------- | -------- | ------- |
| Број људи: | 486   | 522     | 582      | 587     |
| Разлика:   |       | +7,40 % | +11,49 % | +0,85 % |

| Година:    | 2023. | 2024.   |
| ---------- | ----- | ------- |
| Број људи: | 589   | 587     |
| Разлика:   |       | -0,33 % |

Према подацима о броју становника из 2011. године насеље је имало 553 становника.